# 函館市中央図書館
函館市中央図書館（はこだてしちゅうおうとしょかん）は、北海道函館市にある公立図書館。
1907年（明治40年）に、後に市立函館図書館初代館長となる岡田健蔵が開設した「函館毎日新聞緑叢会附属図書室」を嚆矢とし、会員制の「私立函館図書館」を経て、1928年（昭和3年）に市立図書館が開設された。その後、市街の拡大に伴い地区図書室が開設され、現在、函館市が管理する図書館は、五稜郭にある中央図書館のほか4ヶ所の地区図書室（千歳、港、湯川、旭岡）、1ヶ所の配本所（桔梗）となっている。このほか、移動図書館「ともしび号」を運行している。全館の蔵書数は約81万冊・点、年間の貸出数は約156万冊・点である。
なお、江戸時代以前からの古文書・古地図などの郷土資料や、函館にゆかりのある石川啄木関連のコレクション「啄木文庫」も所蔵しており、郷土資料についてはデジタルアーカイブとしてネット上に一部公開している。

## 歴史

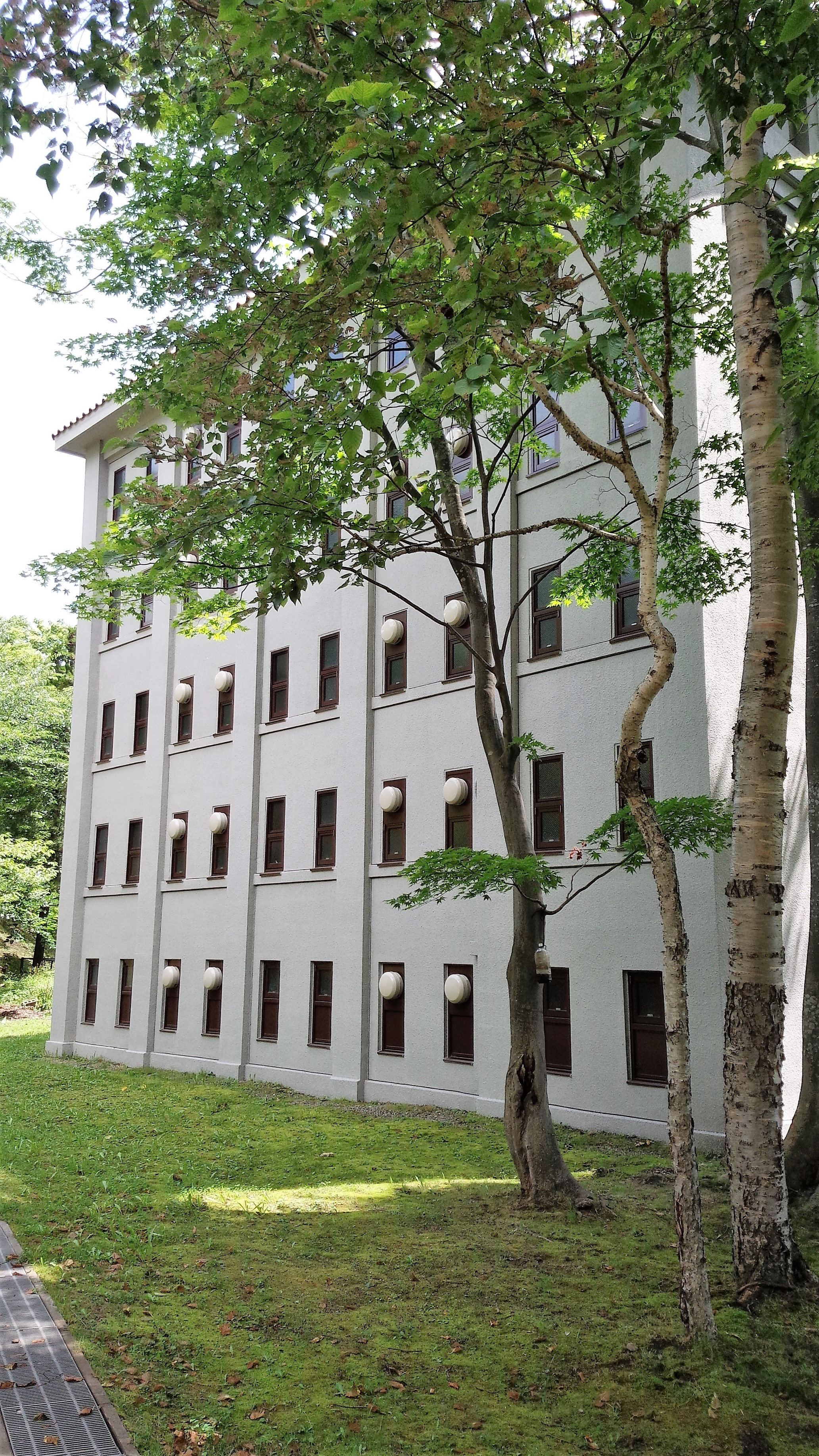
書庫（2014年8月）

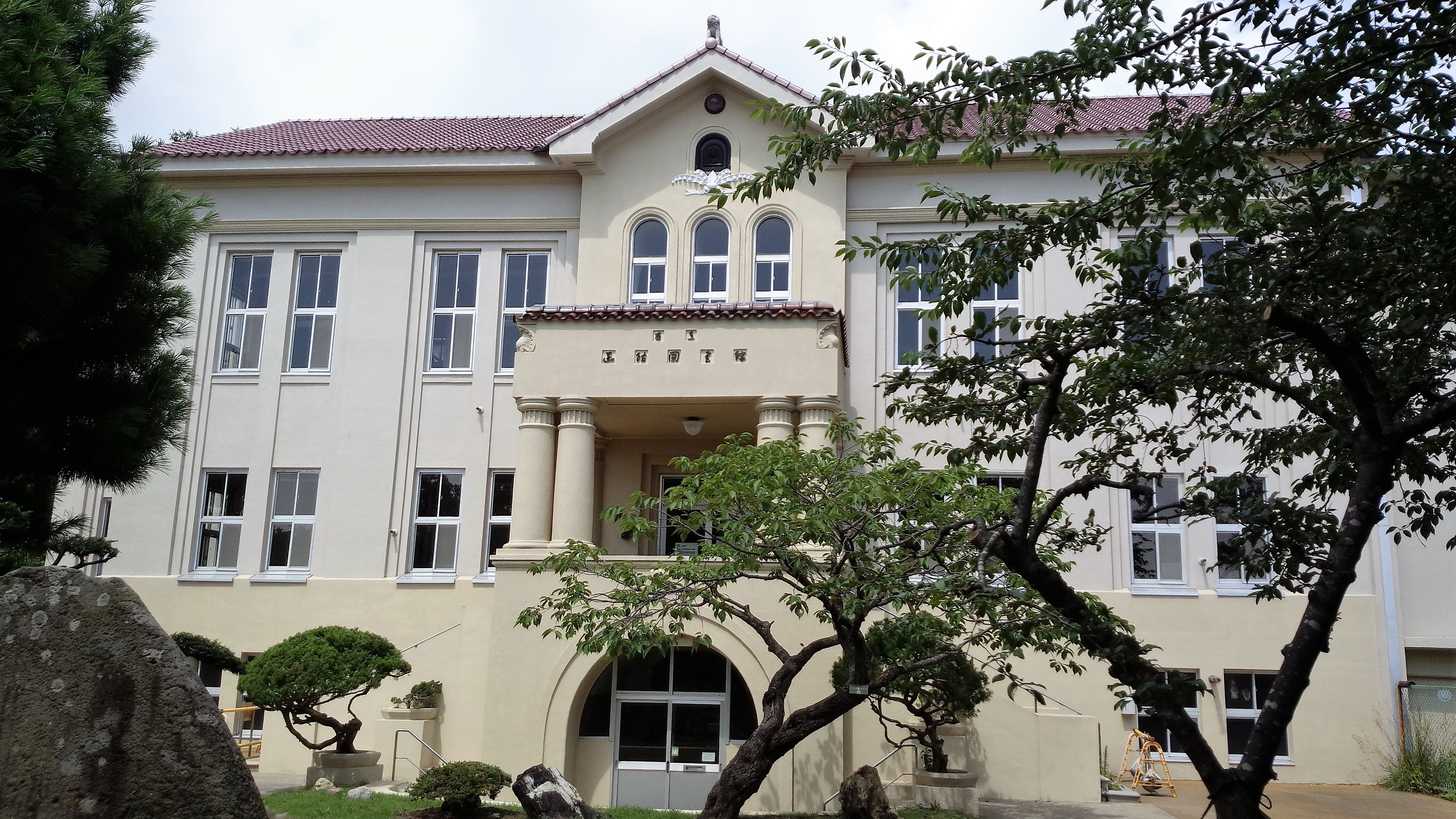
旧本館（2014年8月）

- 1907年（明治40年） 函館市内で蝋燭製造を営んでいた岡田健蔵が自宅店舗内に「函館毎日新聞緑叢会付属図書館」を設け一般開放する。しかし同年の大火により蔵書の過半数を焼失し閉鎖を余儀なくされる。
- 1909年（明治42年） 岡田ら有志で、函館区が函館公園に所有していた「協同館」を借り、会員制の「私立函館図書館」を開設する。
- 1916年（大正5年）市内の豪商・ 相馬哲平から書庫建築費の寄付を受け、鉄筋コンクリート造の書庫（辰野金吾設計）が完成[2]。
- 1926年（大正15年） 市議会で市立図書館建設を議決。
- 1927年（昭和2年） 市内の豪商・小熊幸一郎などの寄付も受け、函館公園内に図書館が竣工。私立函館図書館から蔵書3万冊と建物の寄付を受け、翌年、市立函館図書館が開館する。
- 1948年（昭和23年） 私立函館共愛図書館の図書をもとに、西川町（現・豊川町）の旧市民館に第一分館を開館。
- 1951年（昭和26年） 第一分館を千歳町の旧函館保健所に移転。
- 1969年（昭和44年） 函館日米文化センターが函館図書館に移転。
- 1971年（昭和46年） 函館日米文化センター廃止に伴い図書を受け入れる。
- 1976年（昭和51年） 亀田福祉センターに赤川通分室（現・美原図書室）を開設。
- 1977年（昭和52年） 上湯川児童館に上湯川児童図書室を開設（2005年廃止）。
- 1978年（昭和53年） 桔梗母と子の家に桔梗配本所を開設。
- 1979年（昭和54年） 日本中央競馬会からの寄贈により移動図書館「ともしび号」運行開始。
- 1982年（昭和57年） 湯川支所に湯川分室（現・湯川図書室）を開設。
- 1990年（平成2年） 旭岡分室（現・旭岡図書室）を開設。姉妹都市のカナダ・ハリファックス市のハリファックス図書館と姉妹図書館の調印。
- 1996年（平成8年） 港図書室を開設。
- 2003年（平成15年） 第一分館を廃止し、市立はこだて幼稚園との複合施設として千歳図書室を開設。
- 2005年（平成17年） 旧本館を閉館。旧渡島支庁跡地である現在地に移転し、函館市中央図書館として開館。桔梗配本所を桔梗福祉交流センター内に移転。
- 2006年（平成18年） インターネットによる図書検索・予約を開始（携帯・スマートホンでも可能）。
- 2007年（平成19年） 美原図書室の運営業務を民間委託。
- 2008年（平成20年） デジタル資料館を公開開始。
- 2011年（平成23年） 港図書室、湯川図書室、旭岡図書室、桔梗配本所の運営業務を民間委託。
- 2015年（平成27年） 指定管理者制度を導入[3]。図書館流通センターを中心としたTRC函館グループによる運営。2020年度から2025年度までの指定管理者は、図書館流通センター・マルエイヘルシーサービス共同事業体[4]。
- 2018年（平成30年） 3月、亀田福祉センターの閉館により、美原図書室を廃止する。

## 中央図書館
函館市中央図書館は、函館市が運営する図書館の中核館である。図書館正面の道路を挟んだ向かい側には特別史跡五稜郭がある。
函館公園内にあった旧本館建物の老朽化を受けて、2005年（平成17年）旧渡島支庁（現渡島総合振興局）跡地である現在地に移転・新築された。その際に、名称を「函館市立図書館本館」から「函館市中央図書館」へ変更している。日本図書館協会建築賞受賞。

### 開館時間・休館日
- 開館時間：午前9時30分から午後8時
- 休館日：毎週水曜日（水館日が祝日の時は開館して翌日が休館）、毎月最終金曜日（館内整理日で1日休館）、年末年始休館（12月29日 - 1月3日）、特別整理期間（10日以内）

### 施設概要

#### 1階
開架コーナーには、総合カウンターのほか、一般図書コーナー、児童図書コーナー、新聞・雑誌コーナー、函館に関する本を集めた「函館学コーナー」、AV・インターネットコーナーがある。吹き抜けで開放的な構造となっており、ソファーやテーブル席も多く、ゆったりと本を読むことができる。
また、開架コーナーの外には、映画上映会や講演会などを開催する150席の視聴覚ホールがあるほか、喫茶店がテナントとして入っている。

#### 2階
レファレンスカウンターのほか、北海道に関する書籍や行政統計などが並べられている。その他、50人・30人・10人用の研修室が計3室ある。

### 事業・行事
所蔵している視聴覚資料の上映会や、子供向けに絵本の読み聞かせ会、講座・講演会などを開催している。
なお、絵本の読み聞かせ会は、各地区図書室でも行われている。

### 郷土資料コレクション
本図書館の特徴として、江戸時代以前からの古文書や古地図、古写真といった北方関係資料、約2,500点のポスター、石川啄木関係資料のコレクション「啄木文庫」などを所蔵している。

#### 啄木文庫
石川啄木の妻・節子の遺志によって啄木の日記や愛読書が函館図書館に寄贈されたことに始まる。その後、岡田健蔵の熱心な収集活動に応じて、啄木の親友で後援者でもあった宮崎郁雨と啄木の長女と結婚した石川正雄の寄附や寄託もあって次第に充実してきたものであり、近代文学史上欠かすことのできない貴重なコレクションとなっている。なお、啄木文庫所蔵の直筆原稿は函館市文学館で展示されている。

### デジタルアーカイブ
貴重資料の利用と保護の両立を図るため、はこだて未来大学の協力を得て、図書館所蔵の古文書、地図、浮世絵、写真、ポスターなどを順次デジタルデータ化している。それらは、『函館市史』デジタル版などとともに図書館ホームページで公開している。

### 立地・アクセス
- 函館バス「中央図書館前」下車すぐ。
- 函館市電「五稜郭公園前」徒歩15分。
- 駐車場150台。ただし土日等は込み合う。

## 千歳図書室
かつて千歳町にあった図書館第一分館が老朽化したため、近隣地に市立はこだて幼稚園との複合施設として、2007年（平成15年）4月に開設された。1階が幼稚園、2階が図書室となっている。
- 所在地：函館市千歳町15番10号（北緯41度46分22.3秒 東経140度44分14.8秒 / 北緯41.772861度 東経140.737444度）
- 蔵書数：一般図書約2万9000冊、児童図書約1万5000冊
- 開館時間：午前10時から午後5時
- 休館日：月曜日、祝日、12月29日～1月3日、館内整理日（毎月第３金曜日）、図書特別整理期間
- アクセス：函館バス・函館市電「新川町」徒歩5分。

## 港図書室
港2丁目団地の建て替えに伴い、1996年（平成8年）4月、港2丁目団地集会室、デイサービスセンター港との複合施設として開設された。
- 所在地：函館市港町2丁目7番1号（デイサービスセンター港2階・北緯41度48分28.8秒 東経140度43分20.2秒）
- 蔵書数：一般図書約1万3000冊、児童図書約1万2000冊
- 開館時間：午前10時から午後5時
- 休館日：月曜日、祝日、12月29日～1月3日、館内整理日（毎月第３金曜日）、図書特別整理期間
- アクセス：函館バス「東港」下車すぐ

## 湯川図書室
1982年（昭和57年）11月、移転新築した湯川支所に併設する形で開設された。
- 所在地：函館市湯川町2丁目40番13号（湯川支所2階・北緯41度46分59.5秒 東経140度47分10.7秒）
- 蔵書数：一般図書約1万4000冊、児童図書約1万1000冊
- 開館時間：午前10時から午後5時
- 休館日：月曜日、祝日、12月29日～1月3日、館内整理日（毎月第３金曜日）、図書特別整理期間
- アクセス：函館バス「湯川中学校前」徒歩3分、函館市電「湯の川」徒歩10分

## 旭岡図書室
1990年（平成2年）1月、旭岡団地2丁目集会所との複合施設として開設された。
- 所在地：函館市西旭岡町2丁目51番12号（旭岡団地2丁目集会所2階・北緯41度48分2.1秒 東経140度49分41.7秒）
- 蔵書数：一般図書約1万冊、児童図書約1万冊
- 開館時間：午後1時から午後5時
- 休館日：月曜日、祝日、12月29日～1月3日、館内整理日（毎月第３金曜日）、図書特別整理期間
- アクセス：函館バス「旭岡団地」徒歩5分

## 桔梗配本所
1978年（昭和53年）5月、桔梗母と子の家に開設され、桔梗地域福祉交流センターの建設にあわせ、2005年（平成17年）4月に移転した。
- 所在地：函館市桔梗4丁目1番18号（桔梗福祉交流センター内・北緯41度50分54.3秒 東経140度43分44.2秒）
- 蔵書数：一般図書約2700冊、児童図書約4800冊
- 開館時間：午後1時から午後4時45分。ただし土曜日および夏休み・冬休み・春休みは午前10時から午後4時45分。
- 休館日：月曜日、祝日、12月29日～1月3日、館内整理日（毎月第３金曜日）、図書特別整理期間
- アクセス：函館バス「桔梗福祉交流センター前」徒歩3分

## 移動図書館「ともしび号」
日本中央競馬会から車両の寄贈を受け、1979年（昭和54年）から運行している移動図書館である。2005年（平成17年）に車両更新および運行ルート変更を行い、現車両の導入は2021年（令和3年）である。約1,500冊の書籍を載せ、既存の図書館施設から離れた地区27ヶ所（2021年現在）を巡回している。原則週５日、午後から２ヶ所ずつ、各30分間程度駐車している。

### 停車場所
- 小学校：柏野、北日吉、鱒川、石崎、北昭和、昭和、赤川、東山、南本通、えさん、中央
- 中学校：青柳
- 各施設：西部児童館、上湯川児童館、戸井西部総合センター、戸井生涯学習センター、椴法華総合センター、南茅部支所、柏野会館
- 町会館等：人見町、北美原、桔梗西部、桔梗、新八幡町、尾札部、臼尻
- その他：亀田農協本通支店

## 美原図書室
1976年（昭和51年）5月、亀田市制記念文庫を引き継ぐ形で、函館市亀田福祉センター内に開設された。2018年（平成30年）3月、亀田福祉センターの閉館に伴い廃止、2020年（令和2年）4月に、函館市亀田交流プラザ前にブックポストが新設された。

## 函館市中央図書館が登場する作品

### 小説
- クラウドの城（大谷睦）